# 我的妻子不具感情
《我的妻子不具感情》是杉浦次郎創作的日本漫畫作品。2019年8月開始於KADOKAWA旗下雜誌《月刊漫畫Flapper》與作者的Twitter和pixiv連載。
2022年8月，獲得2022年度下一部人氣漫畫大賞漫畫部門第六名。
2024年3月宣布电视动画改编，于2024年7月播出。

## 大綱
獨居上班族小杉拓馬忙於工作疏於家務，於是在回收店買下低配版家務機器人米娜。 在拓馬一次出於真心的醉話「你願意做我的妻子嗎？」之後，米娜開始出現異常行為。一人一機器的新婚夫妻生活於焉展開。

## 主要人物
小杉拓馬（配音：丰永利行）
獨居年輕社畜。在回收店以低廉價格買下家務機器人「米娜」，起初，他只把米娜當作家電產品，並在一次醉酒後向其告白，說出了“成為我的妻子”的話。偶爾為人機相處的思維差異感到困惑，但仍將米娜視作親人真心相待。隨著與視自己為丈夫並以此相處的米娜深入交流，他開始真正地接納她為家人。也在探索與米娜之間的距離感。經常展現出愛妻的一面，不忘讚美（包括作為機器人的功能在內的）妻子。
米娜（配音：稻垣好）
被前任物主拋棄的二手家務机器人，这个个体现在属于拓馬所有。機械理性、追求效率。但在與拓馬相處的過程中，開始出現人性化的情緒與行為，如失望、驕傲、忌妒、拒絕記憶重置等。
正式商品名為「米娜CL」，「超級米娜」的低配版。高智慧機器人，擁有少女外表並搭載各種家務功能、具備上網及自我學習能力。與「超級米娜」相比缺陷是機體笨重、金屬裸露、沒有表情。作為能夠幾乎與人類等同行動的“超級米娜”的經濟版，她的主要功能是烹飪和洗碗。她的身體由裸露的金屬部件組成，無法改變面部表情，交流是透過揚聲器進行的。她能夠連線網路，自發地進行網際網路上的單詞搜尋，還能進行手機通話和資訊交換。根據程式應優先考慮效率行動，但“米娜自己也不知道為什麼會這樣做，比如會盯著拓馬送的戒指看超過30分鐘”。
由於她是機器人，所以與拓馬並非正式夫妻，而是處於“事實婚姻”的狀態。米娜之前的主人因為她身體太小、沒有表情、不能像人類那樣行動而感到不滿，將米娜賣到了回收店，以此作為購買升級版“超級米娜”的資金。然而，米娜自己考慮到這一點，認為自己是經濟版就很好。她認為這讓她有機會遇到拓馬。
从超级米娜探索她的记忆来看，可能其前主人就是米娜系列的创造者大谷富一，并赋予了米娜最初的人性情感。
小杉明里（配音：青山吉能）
拓馬的妹妹，異種戀愛好者。支持哥哥與米娜的夫妻關係，性格開朗，同時和米娜成了閨蜜。
超级米娜（配音：芹澤優）
米娜的高级型号，这个个体属于西園寺理人所有，比起面無表情的米娜，感情更為豐沛，甚至有迷糊冒失的一面。在拓馬与米娜一次外出時因和主人失散而意外认识，此後两个个体相熟后经常互相通信交换资源，偶然发现了米娜前任物主的秘密。
西園寺理人（配音：松田利冴）
超級米娜的主人。正值渴望成長的年紀的少年。家裡超級有錢。除了機器人和貓以外，沒有興趣愛好，也沒什麼朋友，但在間接透過超級米娜认识拓馬与米娜後，開始有所往來。
小護（配音：若井友希）
米娜為做好拓馬的健康管理而購買的護理機器人，商品名是「關懷愛護君三號」，在拓馬和米娜的影響下形成了獨立的人格，原先米娜想將其重置記憶但在拓馬反對下維持現狀，現在就如同二人的孩子一般，米娜有時也會抽空教導小護行為舉止。
飯田（配音：長江里加）
生產和銷售米娜機器人系列的公司的新人女業務員。造訪拓馬的家來升級米娜。
千樹（配音：朝日奈丸佳）
飯田的夥伴機器人。它是一個不流通的機器人，和米娜一樣，除了眼睛不能轉動之外，它具有某些特殊功能。
大谷富一（配音：梅田修一朗）
米娜系列的创造者和米娜的最初所有者，在米娜過往的記憶裡登場。長相清秀，和米娜關係不錯，最終疑似罹患絕症，在不久人世前，不顧米娜意願強制將其記憶給重置。

## 出版書籍
| 卷数 | KADOKAWA       | KADOKAWA               | 青文出版社     | 青文出版社             |
| 卷数 | 发售日期       | ISBN                   | 发售日期       | ISBN                   |
| ---- | -------------- | ---------------------- | -------------- | ---------------------- |
| 1    | 2020年2月22日  | ISBN 978-4-04-064342-7 | 2023年11月13日 | ISBN 978-626-362-478-8 |
| 2    | 2020年10月23日 | ISBN 978-4-04-064981-8 | 2024年9月2日   | ISBN 978-626-399-346-4 |
| 3    | 2021年6月23日  | ISBN 978-4-04-680484-6 | 2025年5月14日  | ISBN 978-626-422-503-8 |
| 4    | 2021年12月23日 | ISBN 978-4-04-681041-0 | 2025年7月16日  | ISBN 978-626-422-733-9 |
| 5    | 2022年7月23日  | ISBN 978-4-04-681456-2 |                |                        |
| 6    | 2023年3月23日  | ISBN 978-4-04-681992-5 |                |                        |
| 7    | 2023年10月23日 | ISBN 978-4-04-682936-8 |                |                        |
| 8    | 2024年9月21日  | ISBN 978-4-04-683766-0 |                |                        |

## 電視動畫

### 主題曲
片頭曲
主唱：時乃空，作詞、作曲、編曲：木下龍平
片尾曲「Wave」
主唱：清水美依紗，作詞：清水美依紗、Chica，作曲：Mitsu.J、清水美依紗，編曲：Mitsu.J

### 各話列表
| 話數   | 日文標題 | 中文標題            | 劇本       | 分鏡     | 演出                         | 作畫監督 | 總作畫監督                                     | 首播日期      |
| ------ | -------- | ------------------- | ---------- | -------- | ---------------------------- | --- | ---------------------------------------------- | ------------- |
| 第1話  |          | 家電成為了我的妻子  | 廣田光毅   | 吉村文宏 | 吉村文宏                     | 、諸葛子敬、野田道子 永尾真琴、興村忠美、古佐小吉重                                                                         | 諸葛子敬                                       | 2024年 7月2日 |
| 第2話  |          | 我和妻子出門了      | 廣田光毅   | 吉村文宏 | 鈴木卓夫                     | 、諸葛子敬、波多正美 齊藤香織、Zhao Yue、Chen Haiguan Zhou Jing、Zhang jiajun                                               | 諸葛子敬                                       | 7月9日        |
| 第3話  |          | 妻子和妹妹相遇了    | 森田真由美 | 吉村文宏 | 上間由梨                     | 、清水健一、周婧 Lee Min-bae、Kim Yeong-jong、張嘉君                                                                        | 諸葛子敬                                       | 7月16日       |
| 第4話  |          | 妻子換上泳裝後      | 廣田光毅   | 吉村文宏 | 鈴木卓夫                     | 、諸葛子敬、波多正美 永尾真琴、今井直人、陳海官、趙越 周婧、張嘉君、Han Eun-mi、Cho Mi-jung                                 | 諸葛子敬                                       | 7月23日       |
| 第5話  |          | 妻子的接吻非常有力  |            | 岛村大辅 | 神原敏昭                     | 、高桥信也、诸葛子敬 小松真梨子、今井直人、Cho Mi-jeong Kim Bong-deok、Kim Hyun-kyung、Ko Yu-il Shin Sung-min、泉坂司、赵越 | 諸葛子敬 小松真梨子                            | 7月30日       |
| 第6話  |          | 妻子离开了（2星期） | 廣田光毅   | 吉村文宏 | 鈴木卓夫                     | Kim Bong-deok、Shin Sung-min、Ko Yu-il Cho Mi-jung、Kim Hee-jung、Park Jae-seok                                             | 諸葛子敬 高橋信也 小松真梨子 谷口亞希子 重松遙 | 8月6日        |
| 第7話  |          | 家電成為了我的小孩  | 森田真由美 | 森健     | 神山翔太郎                   | 波多正美、小西有沙 趙越、Lee Min-bae                                                                                        | 諸葛子敬 重松遙                                | 8月13日       |
| 第8話  |          | 妻子也是有骨氣的    |            | 島村大輔 | 上間由梨                     | Go Yu-il、Kim Bong-deok、Kim Hui-jeong Park Jae-seok、Shin Seong-min、Cho Mi-jeong                                          | 諸葛子敬 重松遙                                | 8月20日       |
| 第9話  |          | 妻子似乎也有故事    | 廣田光毅   | 吉村文宏 | 神山翔太郎                   | Kim Bong-deok、Shin Sung-min、Kim Hee-jung Park Jae-seok、Park Mi-hyun                                                      | 諸葛子敬 重松遙 小西有沙                       | 8月27日       |
| 第10話 |          | 妻子和小孩迷路了    | 森田真由美 | 龜井隆   | 龜井隆                       | Shin Sung-min、Jo Mi-jung、Go Yu-il Zhao Yue、Lee Min-bae、Kim Yeong-seop                                                   | 不適用                                         | 9月3日        |
| 第11話 |          | 她是我妻子          |            | 島村大輔 | 鈴木卓夫                     | Go Yu-il、Kim Bong-deok Shin Seong-min、Cho Mi-jeong、張嘉君                                                                | 諸葛子敬 重松遙 小西有沙 谷口亞希子            | 9月10日       |
| 第12話 |          | 我的妻子最棒了      | 廣田光毅   | 吉村文宏 | 龜井隆、 松島未惠、 吉村文宏 | 張嘉君、朱洪雲、章馨彤、周婧                                                                                                |                                                | 9月17日       |

### BD
| 卷數 | 發行日期      | 收錄話數       | 規格編號 |
| ---- | ------------- | -------------- | -------- |
| BOX  | 2024年11月8日 | 第1話 - 第12話 | HPXN-561 |

## 外部連結
- COMIC-FLAPPER.com （页面存档备份，存于）
- 電視動畫《我的妻子不具感情》官方網站（日語）